# Veszett vidék
A Veszett vidék (eredeti cím: Sweet Country) 2017-ben bemutatott ausztrál western-filmdráma Warwick Thornton rendezésében. A főszerepet Hamilton Morris, Sam Neill és Bryan Brown alakítja.
A filmet először 2017 szeptemberében mutatták be a 74. Velencei Nemzetközi Filmfesztivál fő versenyprogramjában, és miután ott elnyerte a zsűri különdíját, nemzetközi szinten is számos díjat nyert. Magyarországon április 19-én mutatta be az ADS Service. 

## Szereplők
(Szereposztás mellett a magyar hangok feltüntetve)
- Hamilton Morris – Sam Kelly – Schneider Zoltán
- Sam Neill – Fred Smith – Törköly Levente
- Bryan Brown – Fletcher őrmester – Barbinek Péter
- Thomas M. Wright – Mick Kennedy – Csík Csaba Krisztián
- Matt Day – Taylor bíró – Dolmány Attila
- Ewen Leslie – Harry March – Sarádi Zsolt
- Natassia Gorey-Furber – Lizzie Kelly – Kapu Hajni
- Gibson John – Archie – Kajtár Róbert
- Anni Finsterer – Nell – Andresz Kati
- Shanica Cole – Lucy – Molnár Ilona
- Tremayne Doolan és Trevon Doolan – Philomac – Pál Dániel Máté
- Luka Magdeline Cole – Olive

## A film készítése
A filmet nagyrészt az Ooraminna állomáson forgatták, amely egy szarvasmarhatelep az északi területen, Alice Springs-től 40 kilométerre délre, nem messze a Simpson-sivatagtól. A szereplők között sok ausztrál őslakos volt, és az Alice Springs-i lakosokat alkalmaztak statisztaként.